# Holt (Missouri)
Holt is een plaats (city) in de Amerikaanse staat Missouri, en valt bestuurlijk gezien onder Clay County en Clinton County.

## Demografie
Bij de volkstelling in 2000 werd het aantal inwoners vastgesteld op 405.
In 2006 is het aantal inwoners door het United States Census Bureau geschat op 461, een stijging van 56 (13,8%).

## Geografie
Volgens het United States Census Bureau beslaat de plaats een oppervlakte van
0,9 km², geheel bestaande uit land. Holt ligt op ongeveer 263 m boven zeeniveau.

## Plaatsen in de nabije omgeving
De onderstaande figuur toont nabijgelegen plaatsen in een straal van 16 km rond Holt.